# (3589) Loyola
Pour les articles homonymes, voir Loyola.
(3589) Loyola est un astéroïde de la ceinture principale.

## Description
(3589) Loyola est un astéroïde de la ceinture principale. Il fut découvert le 8 janvier 1984 à la station Anderson Mesa par Joe Wagner. Il présente une orbite caractérisée par un demi-grand axe de 2,24 UA, une excentricité de 0,16 et une inclinaison de 4,5° par rapport à l'écliptique.

## Compléments